# Antheraea polyphemus
Antheraea polyphemus is een vlinder uit de familie van de nachtpauwogen (Saturniidae). De wetenschappelijke naam van de soort is, als Telea polyphemus, gepubliceerd in 1775 door Pieter Cramer.

## Kenmerken
De vlinder heeft een spanwijdte van 100 tot 150 millimeter.

## Verspreiding en leefgebied
Het verspreidingsgebied beslaat bijna geheel Noord-Amerika behalve Newfoundland, Prince Edward Island, Arizona, Nevada en Mexico. In het noordelijk deel vliegt één generatie van mei tot en met juli en in het zuidelijk deel vliegen twee generaties per jaar van april tot mei, en van juli tot augustus.

## Leefwijze
De vlinders komen 's middags uit hun cocon en proberen diezelfde avond en nacht nog te paren met een partner. De vrouwtjes leggen die nacht direct ook de eitjes op de waardplanten van de rups. De vlinders eten niet meer na het verpoppen en leven dus maar kort.

## De rups en zijn waardplanten
De larven voeden zich met bladeren van eiken, wilgen en essen. Ze eten eerst het blad weg en bijten vervolgens het steeltje door zodat het blad valt. Mogelijk wordt dit gedaan om de vraat aan de bladen te verdoezelen voor vijanden.